# Yannick Nézet-Séguin
Yannick Nézet-Séguin (ur. 6 marca 1976 w Montrealu) – kanadyjski dyrygent i pianista; dyrektor muzyczny Orkiestry Filadelfijskiej (od 2012) i Metropolitan Opera (od 2018) oraz dożywotni dyrektor artystyczny i pierwszy dyrygent montrealskiej Orchestre Métropolitain.

## Życiorys
Studiował grę fortepianową, dyrygenturę, kompozycję i kameralistykę w Conservatoire de Musique du Québec w Montrealu oraz dyrygenturę chóralną u Josepha Flummerfelta w Westminster Choir College w Princeton. Następnie studiował pod kierunkiem Carla Marii Giuliniego.
W 2000 został powołany na stanowisko dyrektora artystycznego i pierwszego dyrygenta Orchestre Métropolitain w Montrealu. Jego wielokrotnie przedłużany kontrakt został po dziewiętnastu sezonach, we wrześniu 2019, przekształcony ostatecznie w kontrakt dożywotni. W sezonie 2008/2009 został głównym dyrygentem Rotterdam Philharmonic Orchestra, pozostając na tym stanowisku przez dziesięć lat; od 2018 jest dyrygentem honorowym tej orkiestry. Równocześnie w latach 2008–2014 był pierwszym dyrygentem gościnnym London Philharmonic Orchestra. W 2017 został wyróżniony dożywotnim tytułem honorowego członka Chamber Orchestra of Europe.
Od 2012 jest dyrektorem muzycznym Orkiestry Filadelfijskiej (kontrakt do końca sezonu 2025/2026). Równocześnie od sezonu 2018/2019 pełni takie samo stanowisko w nowojorskiej Metropolitan Opera, uhonorowany tytułem Met’s Jeanette Lerman-Neubauer Music Director.
Nézet-Séguin współpracował z wieloma czołowymi orkiestrami europejskimi, takimi jak Filharmonicy Wiedeńscy, Berliner Philharmoniker, Symphonieorchester des Bayerischen Rundfunks, Sächsische Staatskapelle Dresden, Staatskapelle Berlin oraz wspomnianymi już Chamber Orchestra of Europe i London Philharmonic Orchestra; a także z wiodącymi scenami operowymi: Operą Wiedeńską, mediolańską La Scalą, londyńską Operą Królewską, amsterdamską De Nationale Opera. Uczestniczył też w licznych festiwalach, m.in. w Salzburgu, Baden-Baden, Santander, Edinburghu, Lucernie, Grafenegg czy The Proms.
Jego bogata dyskografia obejmuje m.in. nagrania dokonane z Orkiestrą Filadelfijską, w tym Święto wiosny Igora Strawinskiego, VIII Symfonię Gustava Mahlera, Rapsodię na temat Paganiniego Siergieja Rachmaninowa oraz wszystkie jego cztery koncerty fortepianowe w wykonaniu Daniiła Trifonowa. Z Chamber Orchestra of Europe nagrał płytę z Weselem Figara Mozarta, która otrzymała nagrodę Echo Klassik za najlepsze nagranie w kategorii muzyka operowa w roku 2017 oraz była nominowana do nagrody Grammy.
Nézet-Séguin prowadzi kursy mistrzowskie na prestiżowych uczelniach amerykańskich: Curtis Institute of Music w Filadelfii i nowojorskiej Juilliard School.

## Odznaczenia i wyróżnienia
(na podstawie materiałów źródłowych)

### Odznaczenia
- 2012 – Towarzysz Orderu Kanady
- 2015 – Oficer Orderu Narodowego Quebecu
- 2015 – Towarzysz Orderu Sztuki i Literatury Québecu
- 2015 – Médaille d’honneur de l’Assemblée nationale du Quebec
- 2017 – Oficer Orderu Montrealu

### Doktoraty honoris causa
- 2011 – Université du Québec à Montréal
- 2014 – Curtis Institute of Music
- 2015 – Rider University
- 2017 – Uniwersytet McGilla
- 2017 – Uniwersytet Montrealski
- 2018 – Uniwersytet Pensylwanii

oraz liczne nagrody